# قطعنامه ۱۸۸۱ شورای امنیت
قطعنامه ۱۸۸۱ شورای امنیت سازمان ملل متحد که در تاریخ ۳۰ ژوئیه ۲۰۰۹ تصویب شد، سندی بین‌المللی دربارهٔ گزارش دبیرکل سازمان ملل دربارهٔ سودان است. این قطعنامه طی نشست ۶۱۷۵ ام با ۱۵ رای موافق، ۰ مخالف و ۰ ممتنع تصویب شد.